# Revolta dels Macabeus
La revolta dels macabeus (hebreu: מרד החשמונאים‎ : מרד החשמונאים ; grec: Επανάσταση των Μακκαβαίων : Επανάσταση των Μακκαβαίων) va ser una rebel·lió per part dels jueus, que va tenir lloc de 167 a 160 aC, dirigida pels macabeus contra l'Imperi selèucida i la influència hel·lenística en la vida jueva.

## Cronologia

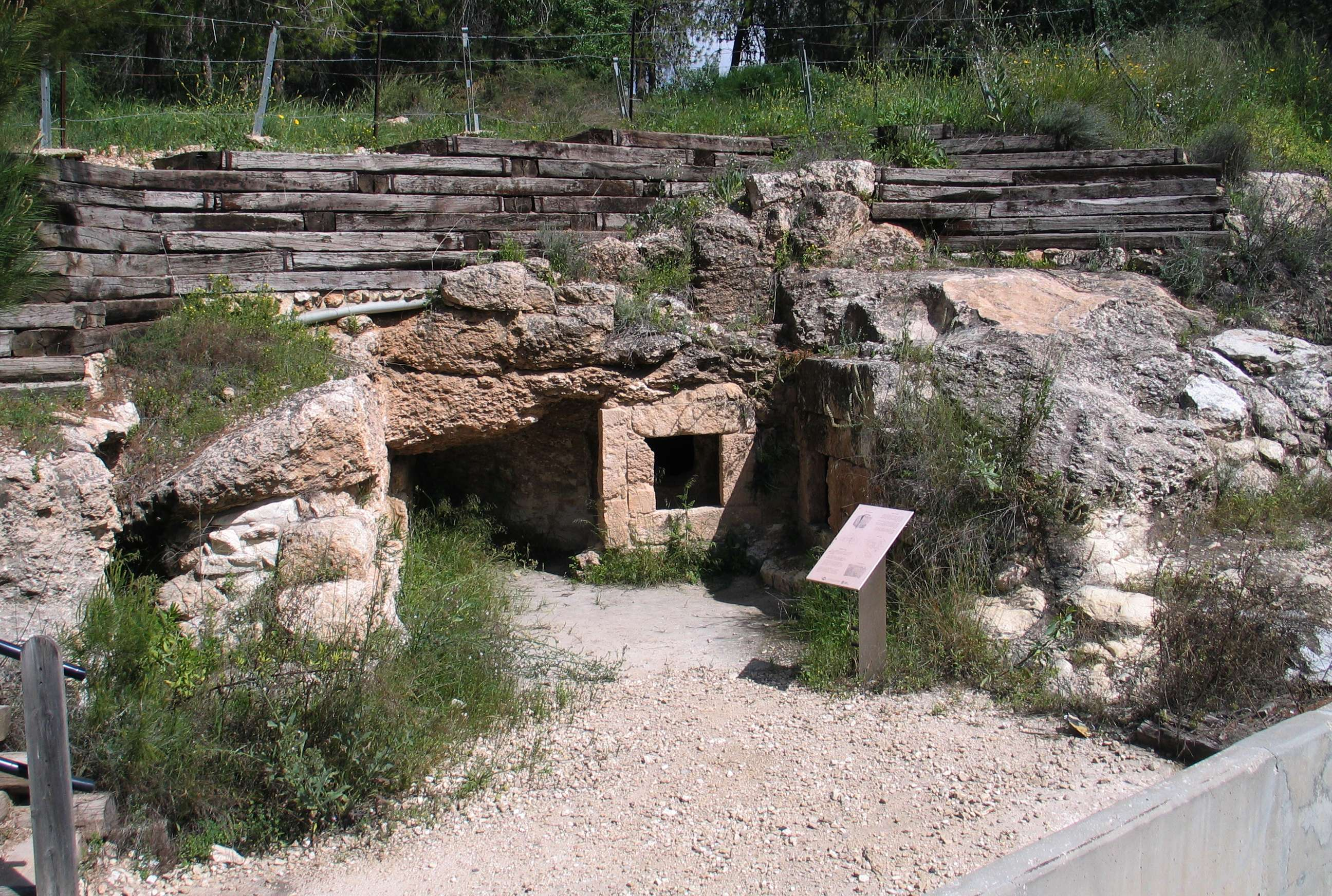
Tomba dels Macabeus a Mevo Modi'im

A la narrativa del Primer Llibre dels Macabeus, després que Antíoc IV Epífanes va emetre el seu decret prohibint la pràctica religiosa jueva, un sacerdot jueu rural de Modi'ín, Mataties l'asmoneu, va encendre l'espurna contra l'Imperi selèucida en rebutjar l'adoració dels déus grecs. Mataties va matar un jueu hel·lenístic que s'havia prestat a oferir un sacrifici a un ídol al poble de Mataties. Ell i els seus cinc fills van fugir a les muntanyes de Judà. Després de la mort de Mataties, aproximadament un any més tard, el 166 aC, el seu fill Judes Macabeu va dirigir un exèrcit de dissidents jueus, a la victòria sobre la dinastia selèucida en una guerra de guerrilles, que al principi va estar dirigida contra els jueus hel·lenitzats, dels quals n'hi havia molts. Els Macabeus van destruir els altars pagans als pobles, van circumcidar els nens i van forçar els jueus a la rebel·lia. El terme Macabeus, utilitzat per descriure l'exèrcit jueu, està pres de la paraula hebrea per a 'Martell' en el sentit de ‘vencedor’, de l'hebreu makkab.
La revolta va implicar moltes batalles, en què les forces macabees van aconseguir notorietat davant de l'exèrcit selèucida pel seu ús de la tàctica de guerrilla. Després de la victòria, els Macabeus van entrar a Jerusalem en triomf i van netejar ritualment el Temple, restablint el culte jueu tradicional, i van instaurar a Jonatan Macabeu com a summe sacerdot. Un gran exèrcit selèucida va ser enviat a sufocar la rebel·lió, però va tornar a Síria després de la mort d'Antíoc IV. Els Macabeus van fer un pacte amb Roma, i es van convertir en aliats, prevenint que l'imperi selèucida prengués la gran acció de reconquerir Palestina (així estaria en contra d'un imperi més poderós). El seu comandant Lísies, preocupat per assumptes interns, va emparaular un compromís polític que va restaurar la llibertat religiosa.

## Batalles
- Batalla de Uadi Haramia (167 aC)
- Batalla de Bet Horón (166 aC)
- Batalla d'Emaús (166 aC)
- Batalla de Bet Zur (164 aC)
- Batalla de Bet Zacaries (162 aC)
- Batalla d'Adasa (161 aC)
- Setge de Datema
- Batalla d'Elasa (160 aC)

## Llegat
El festival jueu de Hanukkah celebra la re-dedicació del Temple subsegüent a la victòria de Judes Macabeu. Segons la literatura rabínica, els victoriosos macabeus van poder trobar una petita gerra d'oli no contaminat, gràcies a un segell, i encara que només n'hi havia prou per sustentar la Menorà durant un dia, va durar miraculosament vuit dies, temps suficient per portar-ne més quantitat. El miracle de l'oli ha estat considerat llegendari i la seva autenticitat, qüestionada des de l'Edat Mitjana.